# 丹河 (弥河)
丹河，位于中国山东省中部，为弥河右岸支流，上游分两源，主源西源称大丹河，发源于临朐县龙岗镇大纪山（原属上林镇）北麓，东源发源于昌乐县乔官镇黄山北麓，东西两源汇于昌乐县城西西河水库后，干流北流至寿光市稻田镇天马村西（原田马镇）和孟家桥村南，分为两条河，即原丹河故道和现代丹河。丹河故道自孟家桥村南向东北流至潍坊市寒亭区央子街道韩家庙子村北入弥河；现代丹河于寿光纪台镇苑家庄东老丹河改道向北，于丁家尧河村东折向东北，至洛城街道谷家齐村复入丹河故道，东北流至侯镇马家村再次分为两股，一股随故道至韩家庙子村北入弥河，另一支为1972年开挖的丹河分流，向北至北宋岭村入丹河。新河道全长85公里，流域面积939平方公里。